# Plagiostenopterina formosana
Plagiostenopterina formosana är en tvåvingeart som beskrevs av Friedrich Georg Hendel 1913. Plagiostenopterina formosana ingår i släktet Plagiostenopterina och familjen bredmunsflugor.
Artens utbredningsområde är Taiwan. Inga underarter finns listade i Catalogue of Life.